# Edmund Holtschke

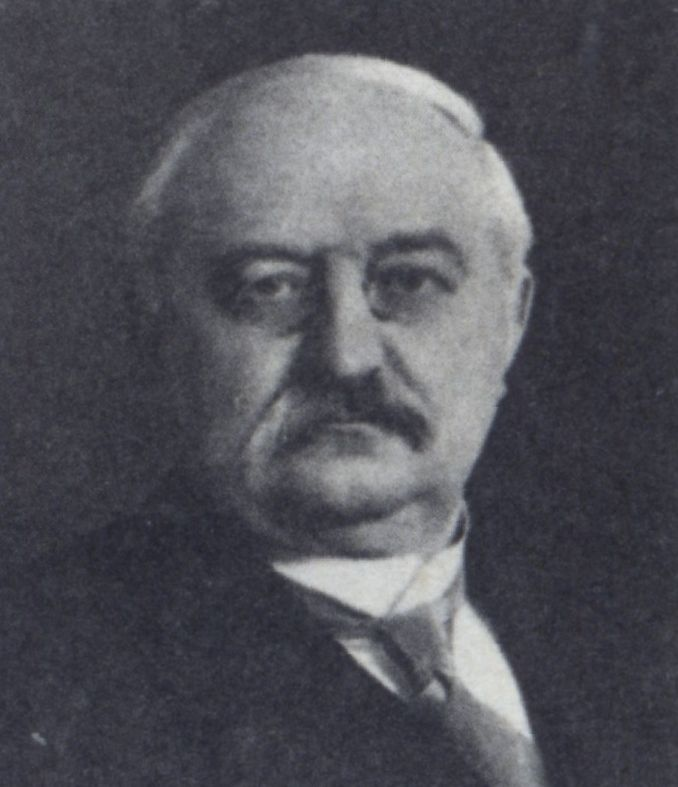
Edmund Holtschke als Reichstagsabgeordneter 1912

Edmund Holtschke (* 28. Mai 1855 in Oberrißdorf; † nach 1918) war Jurist und Mitglied des Deutschen Reichstags.

## Leben
Holtschke besuchte die Volksschule und erhielt Privatunterricht in Oberrißdorf. Zwischen 1867 und 1876 war er auf der lateinischen Hauptschule der Frankeschen Stiftungen in Halle und danach hat er bis 1879 Rechtswissenschaften studiert auf den Hochschulen zu Tübingen, Leipzig, Halle und Berlin. Von 1879 bis 1884 war er Referendar in Spandau und Berlin, von 1884 bis 1889 Gerichtsassessor in Berlin und vom 1. Oktober 1889 ab Amtsrichter bei dem Amtsgericht in Soldin.
Von 1898 bis 1918 war er Mitglied des Preußischen Abgeordnetenhauses und von 1909 bis 1918 war er Mitglied des Deutschen Reichstags für den Wahlkreis Frankfurt 2 (Landsberg (Warthe), Soldin) und die Deutschkonservative Partei.